# Sempervivum kindingeri
Sempervivum kindingeri là một loài thực vật có hoa trong họ Crassulaceae. Loài này được Adamovic miêu tả khoa học đầu tiên năm 1904.